# Reserva do Iguaçu
Reserva do Iguaçu é um município brasileiro do estado do Paraná. Sua população estimada em 2022 de 6.553 habitantes.

## História

### Povoamento Ameríndio Pré-Colonial
As evidências arqueológicas mais recentes indicam que a presença humana no atual território de Reserva do Iguaçu e seu entorno remonta a pelo menos 9.000 anos Antes do Presente, quando a região apresentava um clima mais seco e de temperaturas mais baixas do que o atual. Sítios arqueológicos como o Ouro Verde I, no município vizinho de Boa Esperança do Iguaçu, revelaram uma rica concentração de ferramentas de pedra e gravuras rupestres, sendo considerados os registros mais antigos de ocupação indígena em todo o Paraná. 
Esses grupos ameríndios primitivos viviam da coleta de frutos silvestres, da pesca e da caça de animais, utilizando instrumentos confeccionados principalmente com pedra, osso e madeira. Alguns desses vestígios iniciais são frequentemente associados às tradições líticas como Umbu, Humaitá e Bituruna, importantes para entender os primeiros modos de vida na região muito antes da chegada dos europeus.

### Início da Colonização Europeia
Quando os primeiros colonizadores europeus começaram a explorar as terras que atualmente formam o município de Reserva do Iguaçu, essa região era tradicionalmente habitada por grupos indígenas Kaingang, Xokleng e Guarani. Assim como em outras áreas do sul do Paraná, há registros históricos e arqueológicos que atestam a presença desses povos, que mantinham uma relação estreita com os rios, matas e campos da região.
Durante os séculos XVI e XVII, missionários espanhóis tentaram estabelecer reduções jesuíticas na região do Guairá, em uma tentativa de catequização e organização social dos povos indígenas. Apesar dos esforços, a presença espanhola foi violentamente interrompida por expedições bandeirantes vindas de São Paulo, que destruíram as missões e escravizaram milhares de indígenas. Com isso, muitos grupos indígenas buscaram refúgio em regiões de difícil acesso, como os vales profundos e os altos planaltos do atual centro-sul do Paraná.
A região que hoje corresponde ao território de Reserva do Iguaçu permaneceu por muito tempo sem ocupação permanente por parte dos colonizadores portugueses, devido à sua posição geográfica distante dos principais núcleos urbanos e à dificuldade de acesso. Apenas a partir da segunda metade do século XIX, com a abertura de caminhos tropeiros e o crescimento da atividade pecuária, passaram a surgir os primeiros estabelecimentos de fazendas e pousos de tropeiros na região – entre eles, a localidade de Rondinha, que servia como parada estratégica para quem percorria o interior entre o sul do país e os mercados de São Paulo.
Ao longo do século XX, essas fazendas e pequenas comunidades rurais se expandiram lentamente, recebendo migrantes vindos de outras partes do Paraná e também de Santa Catarina e Rio Grande do Sul. Esse processo gradativo de ocupação criou as bases para a futura formação do município.

### Fundação e Desenvolvimento de Reserva do Iguaçu
O nome “Reserva” remonta ao período das sesmarias – sistema colonial de distribuição de terras –, sendo que a terra teria sido “reservada” ao último ocupante, o Sr. João Lustoza, o que deu origem à denominação atual.
A localidade onde hoje está a sede do município, chamada Rondinha, já era conhecida desde o século XIX como ponto de pouso para tropeiros que viajavam com suas tropas entre o sul do país e São Paulo. Esse papel estratégico contribuiu para o surgimento de pequenos núcleos de ocupação rural na região.
Por sua vez, a história administrativa de Reserva do Iguaçu está diretamente ligada ao município de Pinhão. Em 1965, a localidade de Rondinha foi elevada à condição de distrito com o nome oficial de Reserva, ainda pertencente ao município-mãe. A emancipação político-administrativa só ocorreria mais tarde: em 1995, com a promulgação da Lei Estadual nº 11.163, foi oficialmente criado o município de Reserva do Iguaçu, conforme registros do IBGE.
Com sua autonomia, a cidade passou a organizar sua economia de forma mais independente, mantendo a tradição agropecuária, mas também abrindo espaço para novos setores econômicos e projetos de desenvolvimento regional. Hoje, Reserva do Iguaçu é reconhecida como um importante polo agrícola e energético da região, com destaque para a presença da Usina Hidrelétrica Ney Aminthas Braga (Usina de Segredo), construída no rio Iguaçu.

## Política

### Administração
- Prefeito: Vitorio Antunes de Paula (2025/2028)
- Vice-prefeito: João Francisco Santos
- Presidente da câmara: Emerson Semchechen (2025/2028)[15]

### Ex-prefeitos
- Ver: Lista de prefeitos de Reserva do Iguaçu

## Economia
A economia do município se destaca pela agricultura, pecuária e madeira, além dos recursos oriundos da Usina Hidrelétrica de Segredo.

## Turismo
Seus principais pontos turísticos são:
- Casa de Pedra (Casarão da Fiat);
- Santuário do Passo da Reserva;
- Cachoeira do Passo da Reserva;
- Museu Regional do Iguaçu;
- Mirante UHE GNB.

## Galeria de imagens

Reserva do Iguaçu-PRReserva do Iguaçu-PR
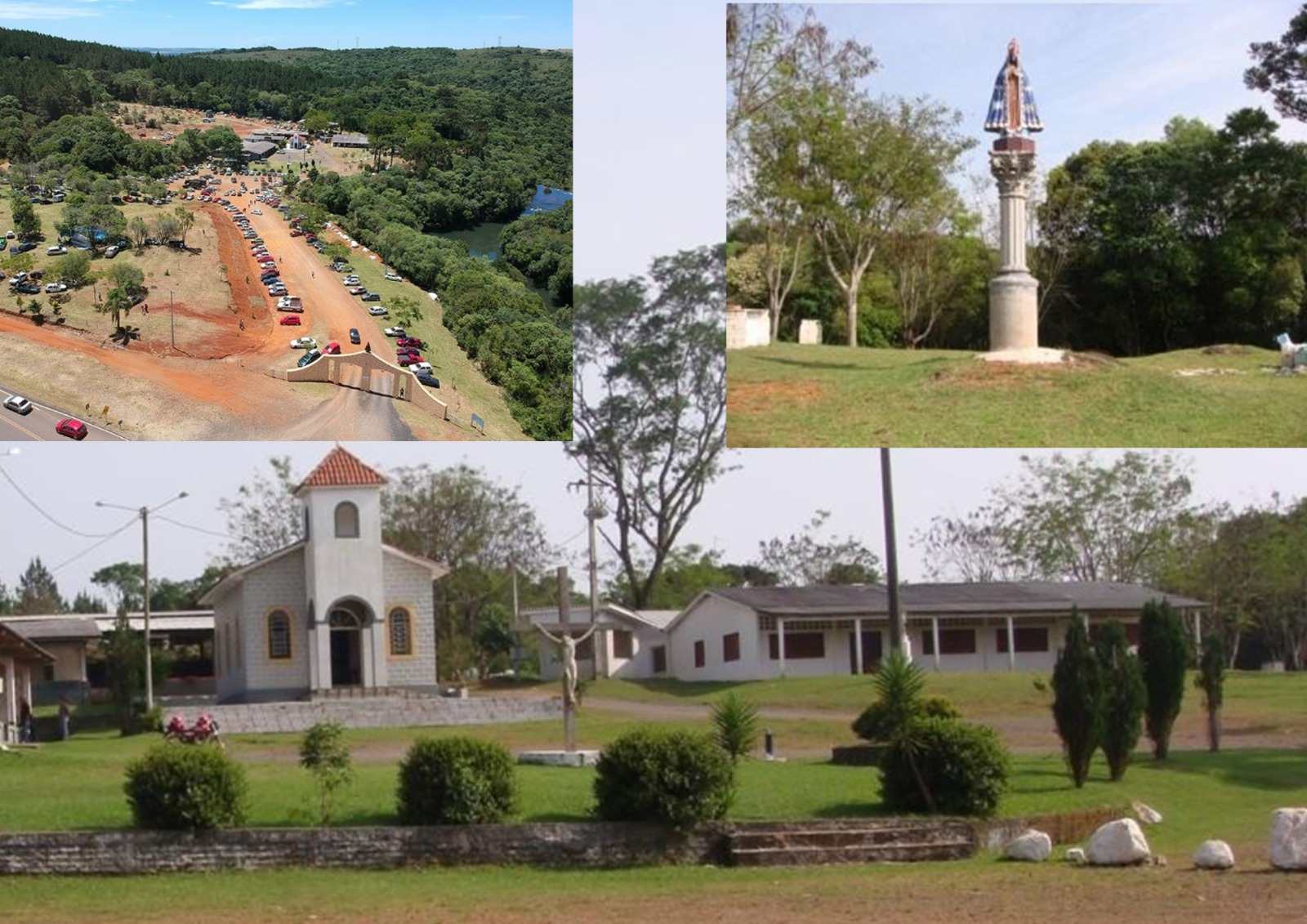
Festa Nossa Senhora Conceição Aparecida - Santuário do Passo da Reserva
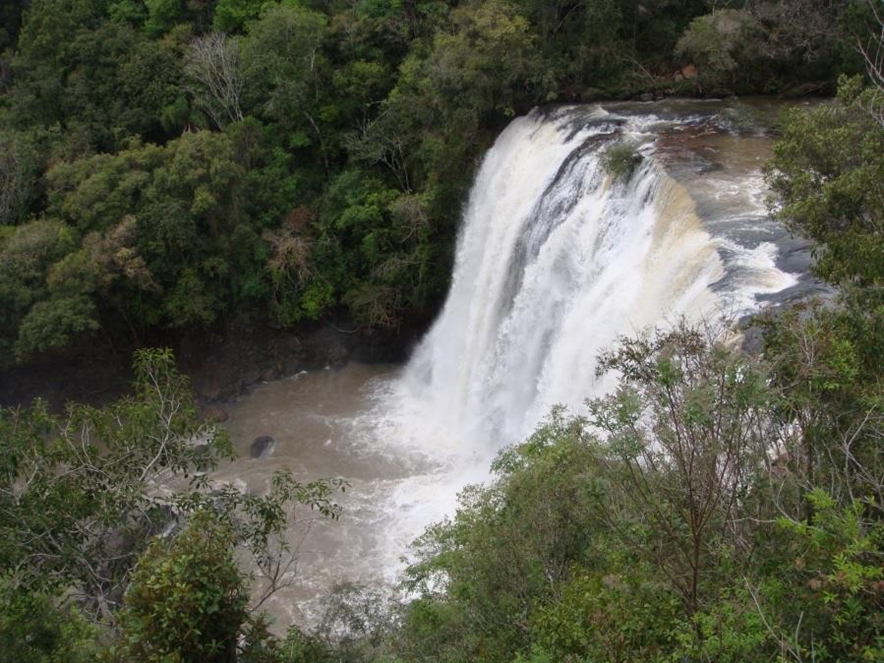
Cachoeira do Passo da Reserva
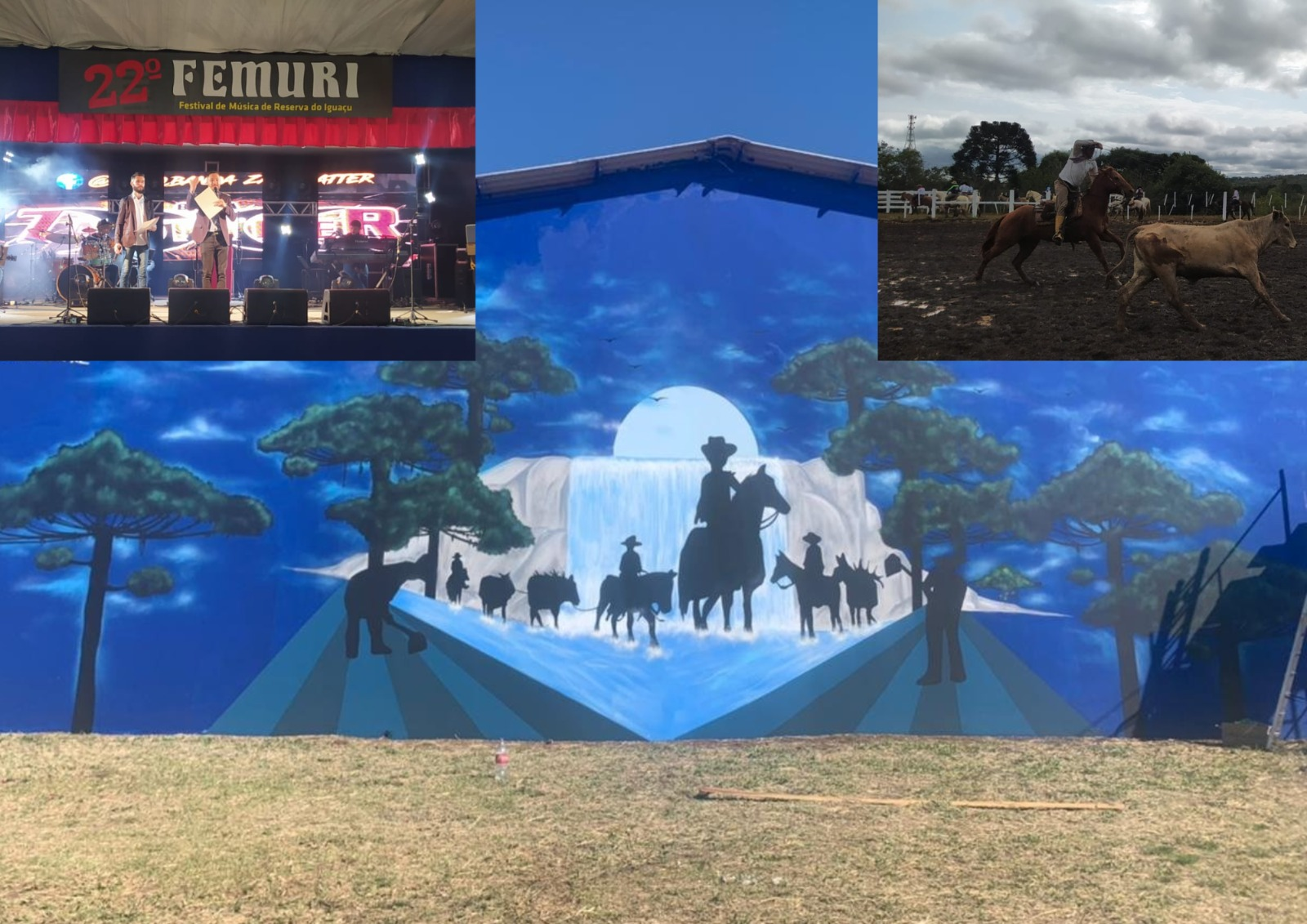
Festividades do Aniversário do Município
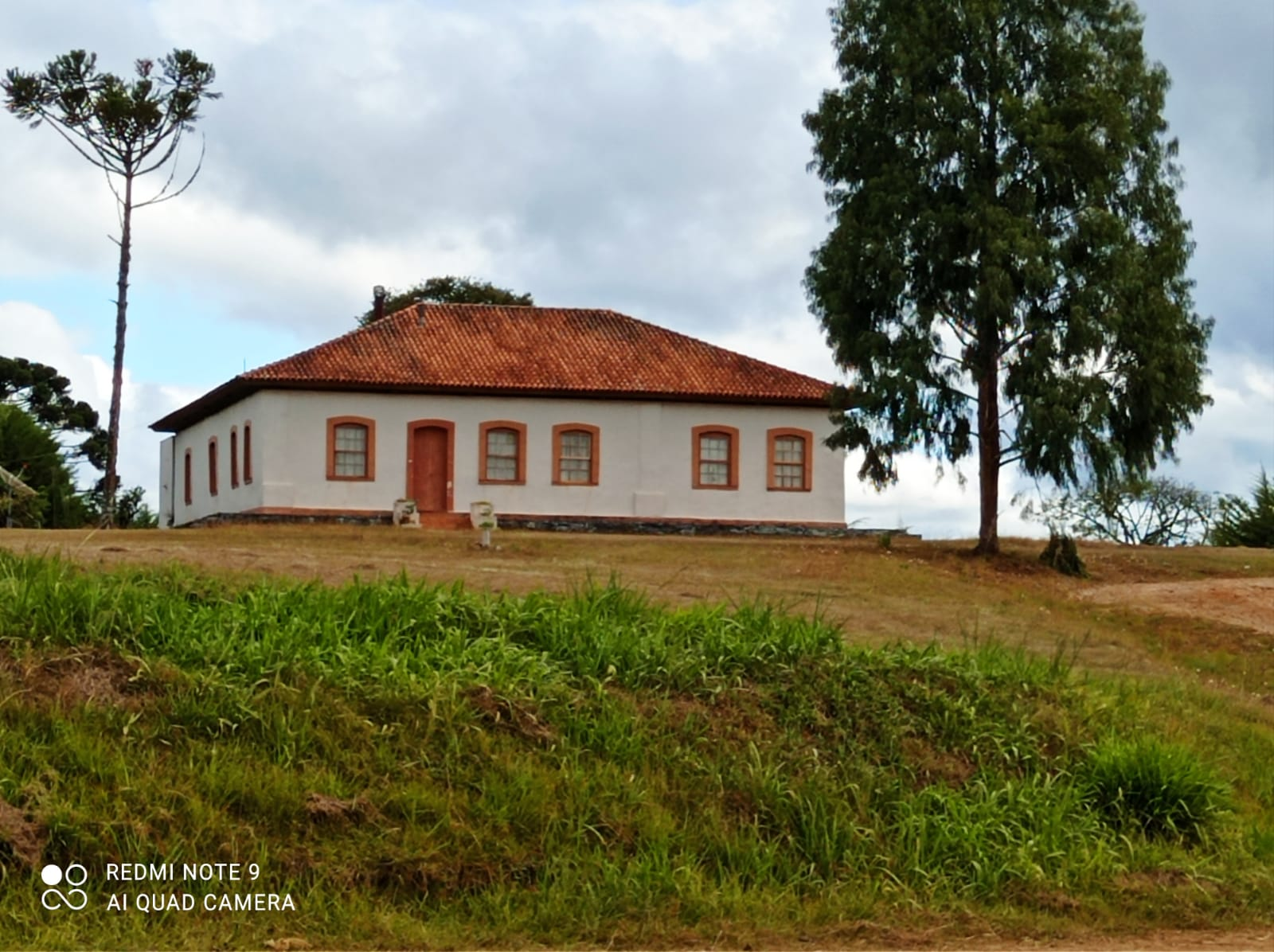
Casa de Pedra (Casarão da Fiat)
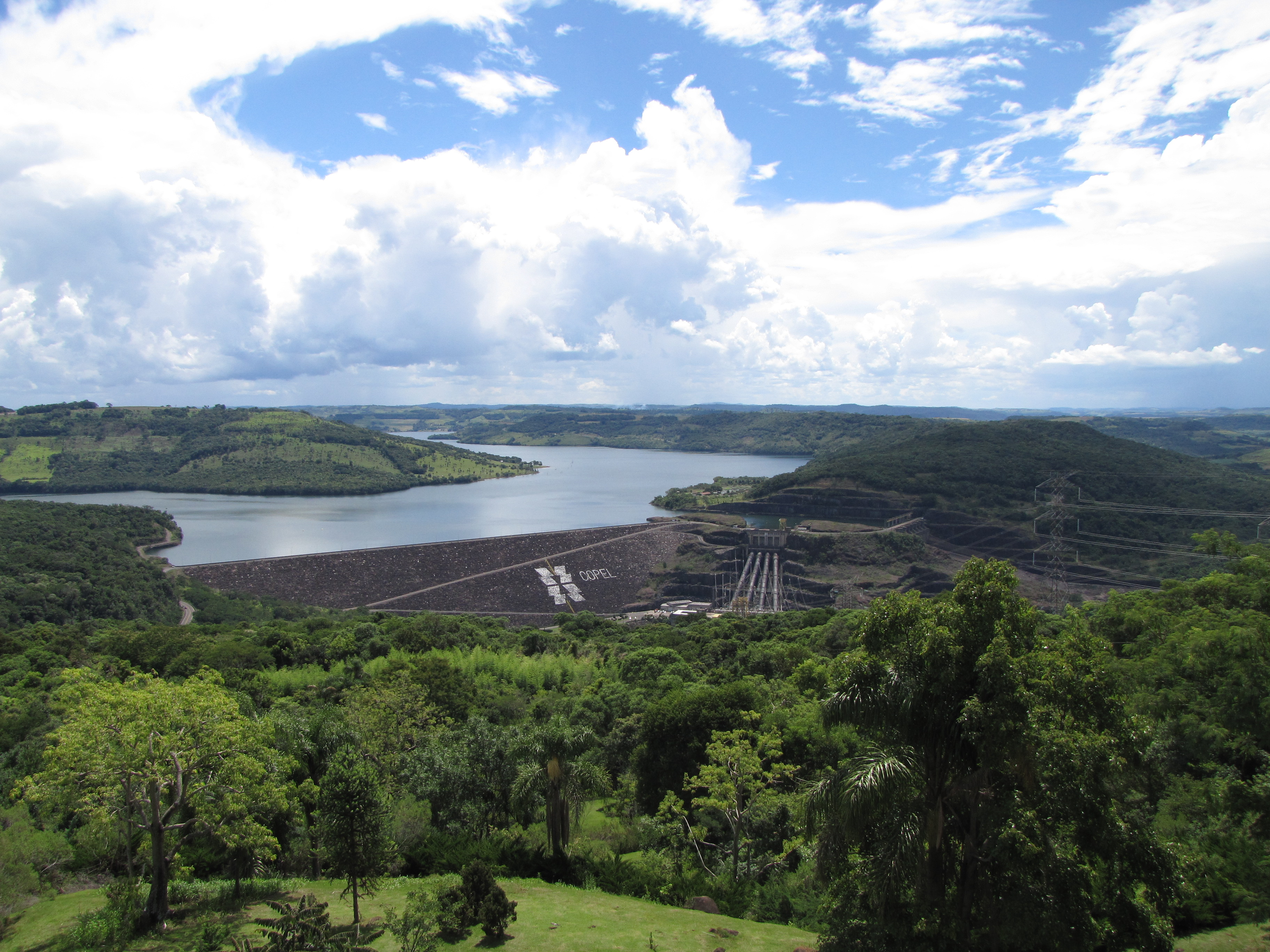
Usina Hidroelétrica Governador Ney Aminthas de Barros Braga
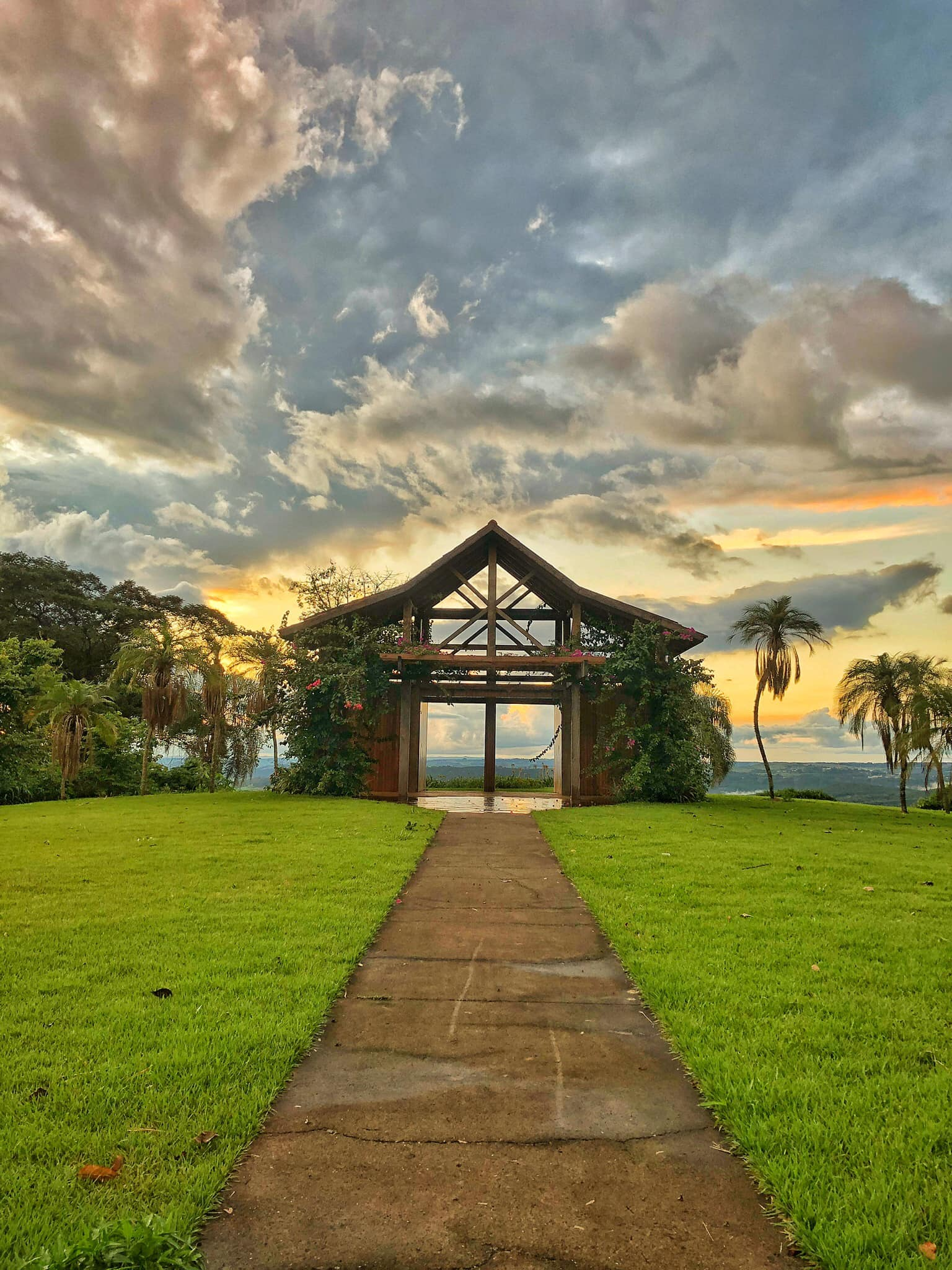
Casamento
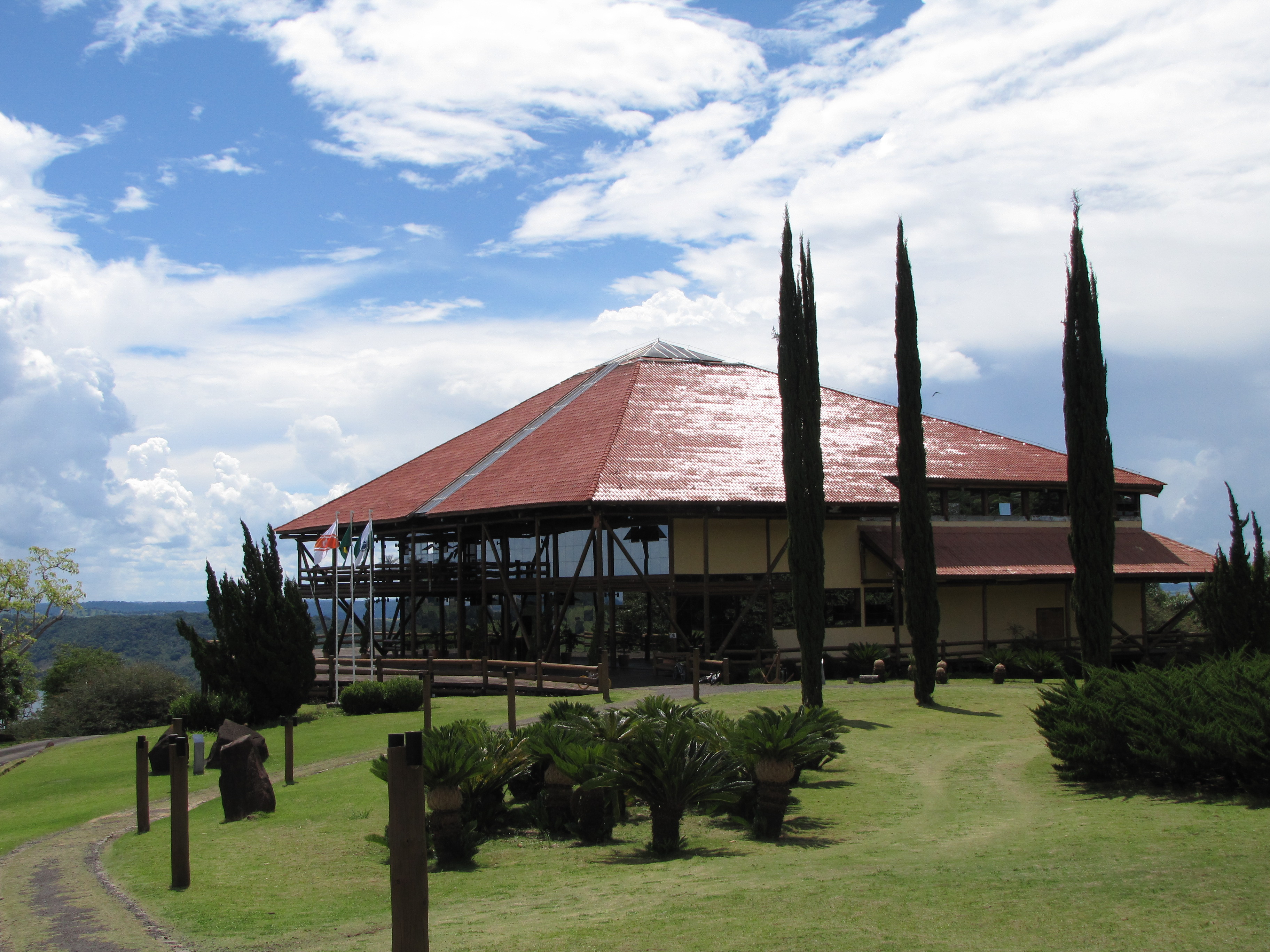
Museu Regional do Iguaçu